# Médaillon des deux épées

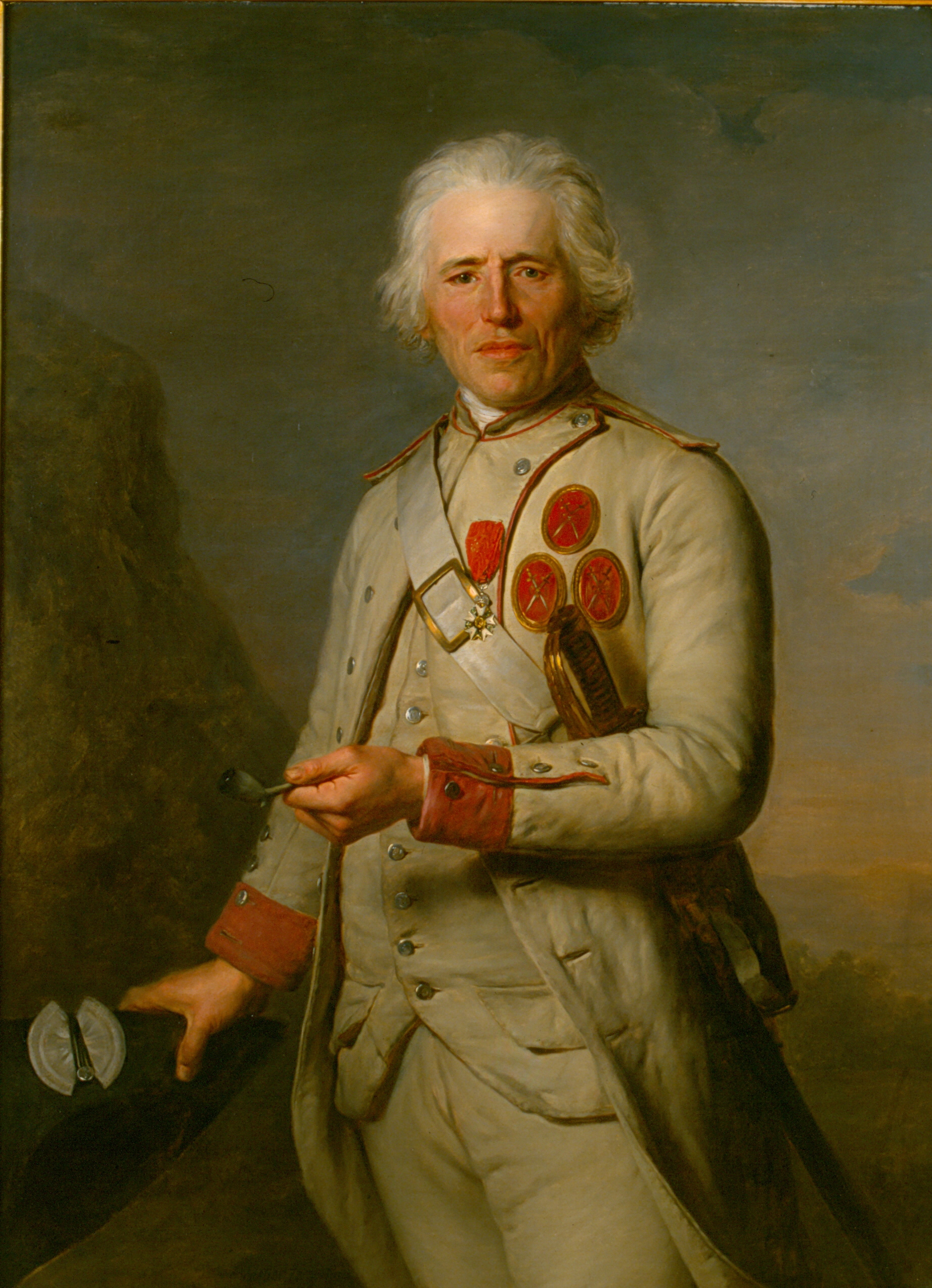
Le vétéran Jean Thurel (1699-1807) avec ses décorations, y compris l'ordre de la Légion d'honneur.

Le médaillon des deux épées, plus couramment appelé médaillon de vétérance, était une décoration militaire française du XVIIIe siècle.
Cette décoration fut instituée le 16 avril 1771 par le roi Louis XV. Le but était de favoriser les bas-officiers et les militaires du rang, qui ne pouvaient recevoir l'ordre de Saint-Louis ou l'institution du mérite militaire, à se rengager dans l'armée. Le médaillon était accordé après vingt-quatre ans de service. Il ouvrait droit à l'exemption de la taille, des corvées et du logement des troupes. Le médaillon était remis lors d'une cérémonie où le titulaire prêtait serment de fidélité au roi.
Le médaillon en lui-même consistait en une couronne de lauriers entourant deux épées croisées. D'abord brodé sur l'uniforme, il fut ensuite réalisé en métal et porté de même manière que l’ordre royal et militaire de Saint-Louis. En cas de service particulièrement long, le médaillon pouvait être double — récompensant quarante-huit ans de service — ou triple — récompensant soixante-douze ans de service ; il n'y eut qu'un seul militaire qui reçut le triple médaillon, Jean Thurel (1698-1807) engagé à 17 ans.
Très populaire dans l'armée, le médaillon n'est pas supprimé à la Révolution, qui se contente de supprimer le serment de fidélité au roi. À partir de la suppression de la distinction militaire en 1792, le médaillon des deux épées devient même la seule décoration militaire française. Il est alors attribué aux officiers comme aux soldats.

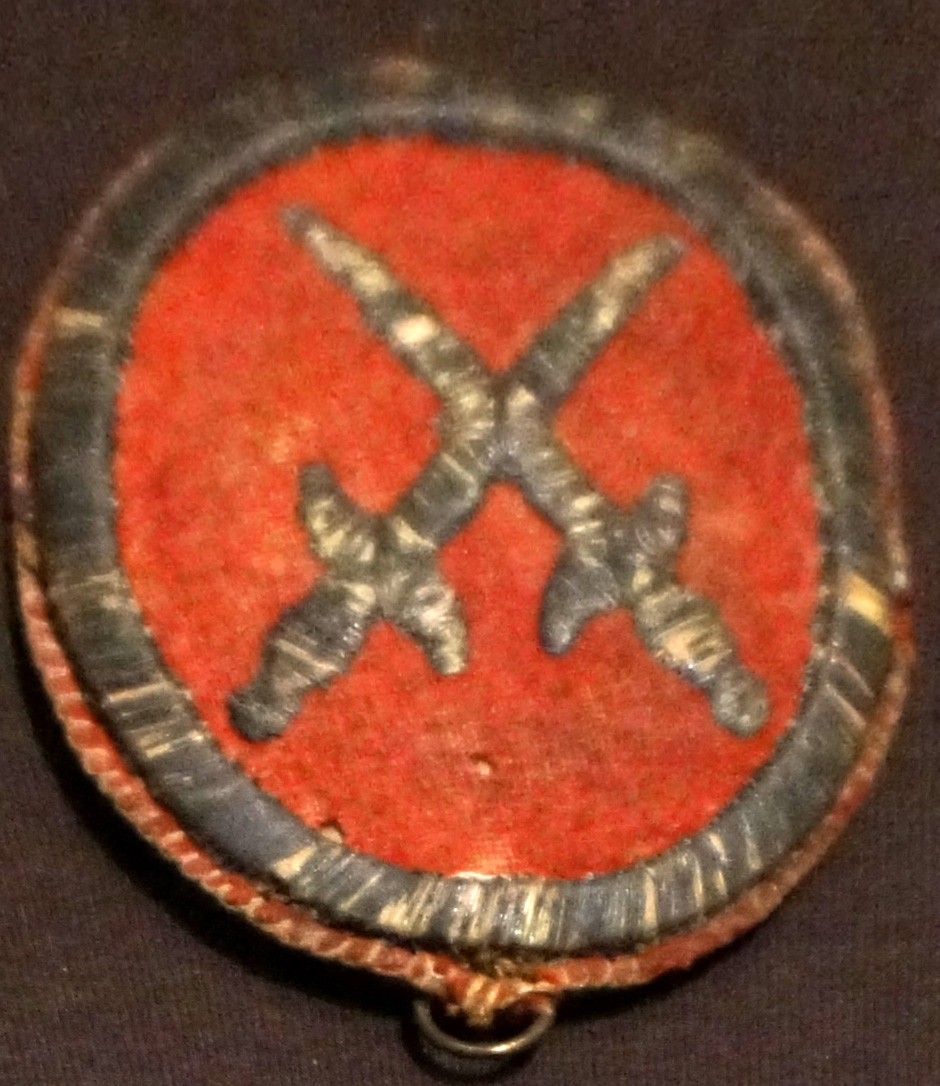
Brodée.
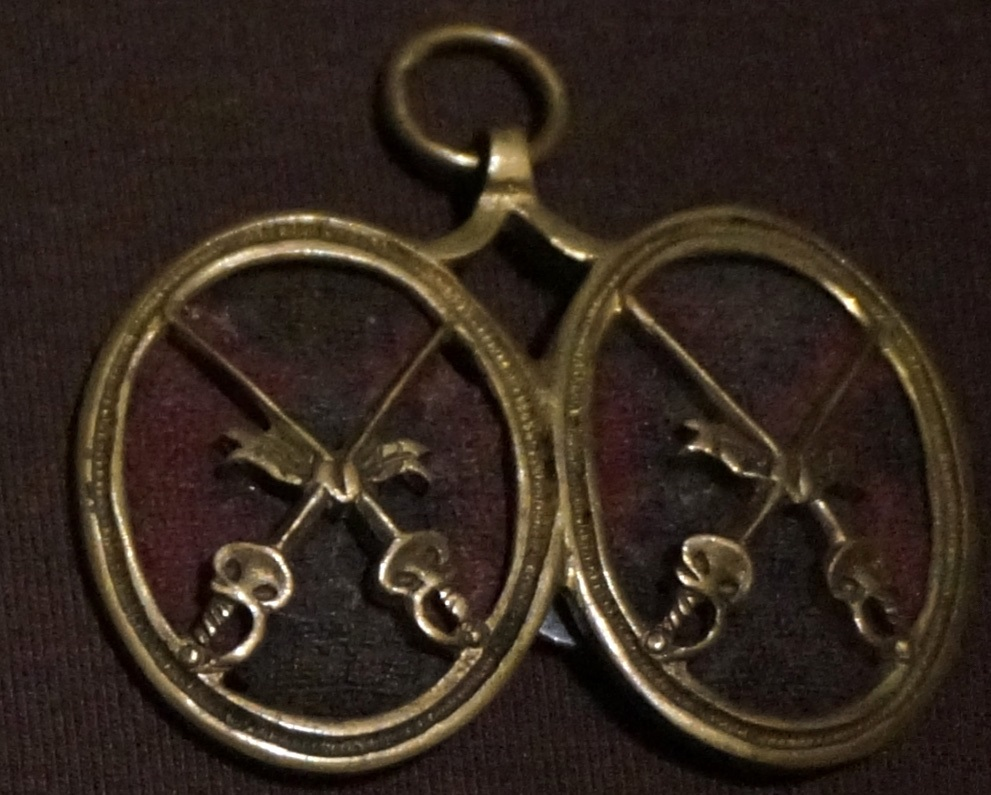
Double.
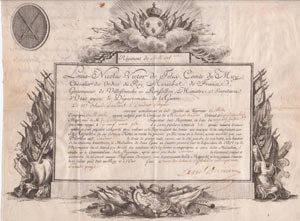
Diplôme.

Bien qu'aucun texte de loi ne mentionne sa suppression, le médaillon ne semble plus avoir été attribué à partir de 1795.
À noter que les insignes des brevets contemporains BAS1 (argent) & BAS2 (or) des sous-officiers français s'en inspirent, l'ovale de la couronne étant horizontal.